# Championnat du monde féminin de handball
Cet article traite du championnat du monde féminin de handball. Pour les autres championnats du monde de handball, voir en bas d'article.
Le championnat du monde féminin de handball réunit tous les deux ans les meilleures équipes nationales féminines du handball mondial sous l'égide de la Fédération internationale de handball (IHF). Cette épreuve est lancée en 1957 et adopte une cadence biennale depuis 1993.
En 2017, on dénombre cinquante et une sélections ayant pris part à la compétition. L'équipe de Roumanie détient la particularité d'être la seule à avoir participé à toutes les éditions. Douze nations ont remporté l'épreuve : dix européennes, une asiatique (la Corée du sud) et une sud-américaine (le Brésil). Avec sept titres remportés dont trois sous l'égide de l'Union soviétique, la Russie est la sélection la plus titrée. 
La dernière édition a eu lieu en 2023 au Danemark, elle a été remportée pour la troisième fois par la France grâce à sa victoire face à la Norvège en finale.

## Histoire

### De 1949 à 1968: les débuts
(en) Fédération internationale de handball, History of Women’s Handball World Championships : From the beginnings to the early 70s (lire en ligne)
Après le premier championnat du monde masculin en salle organisé en 1938, les femmes doivent attendre 1949 pour connaître leur première compétition internationale, notamment du fait de la Seconde Guerre mondiale. Il s'agit alors d'un tournoi à onze joueuses en plein air. La Hongrie, équipe hôte de cette première compétition mondiale remporte le tournoi. Deux autres éditions de ce championnat du monde féminin de handball à onze seront disputées en 1956 et 1960, toutes deux remportées par la Roumanie.
Le premier championnat du monde à sept est organisé en 1957 en Yougoslavie, il regroupe neuf équipes, uniquement européennes. Bien qu'il s'agisse d'un championnat du monde, seules des équipes européennes participent à cette première édition. De plus, s'il est disputé en plein air, il s'agit bien de la première édition de la compétition avec des équipes de sept joueuses et se distingue donc des précédents championnats du monde de handball à onze. 8000 spectateurs assistent à la finale entre la Tchécoslovaquie et la Hongrie, pour une victoire 7 buts à 1 des Tchécoslovaques. 
Une première équipe non européenne, en l'occurrence le Japon, participe à l'édition suivante, organisé en 1962 en Roumanie, toujours en plein air, sur terre battue, en plein jour en deux mi-temps de vingt minutes. Les entraineurs roumains Niculae Nedeff et Constantine Popescu (en) permettent à l'équipe locale de remporter la compétition grâce à sa victoire en finale face à l'équipe danoise, 8 buts à 5. 
Dès l'édition suivante de 1965, accueillie par l'Allemagne, les rencontres ont lieu en salle. Les huit équipes participantes sont réparties en deux groupes de quatre disputant une phase de groupe, dont les vainqueurs se rencontrent en finale. La Hongrie remporte son premier titre en battant la Yougoslavie en finale par 5 buts à 3. Pays hôte, l'Allemagne de l'Ouest se classe troisième.
L'édition de 1968, prévue en novembre, est annulée en août par l'IHF après l'invasion de la Tchécoslovaquie par l'URSS. Neuf équipes étaient qualifiées, dont une seule hors d'Europe, le Japon. En décembre 1968, l'URSS a organisé un tournoi de remplacement non officiel (de) avec quatre des neuf équipes qualifiées. Aucun pays n'ayant fait part de son intention de l'organiser, il n'y a pas de championnat du monde féminins en 1969 ou 1970.

### De 1971 à 1990: triplés est-allemands puis soviétiques
(en) Fédération internationale de handball, History of Women’s Handball World Championships : GDR and USSR predominant sides in the 1970s and 80s (lire en ligne)
Deux équipes dominent les compétitions féminines de handball dans les années 70 et 80, l'Allemagne de l'Est puis l'Union soviétique. En 1971, neuf équipes sont réparties en trois groupes de trois. Les deux meilleures de chaque groupe rejoignent un tour principal à deux groupes dont les premiers, deuxièmes et troisième se rencontrent ensuite respectivement pour la finale et les matches de classements pour la troisièmes et la cinquième place. Cette édition marque la première victoire de l'Allemagne de l'Est, victorieuse de la Yougoslavie en finale (11-8). 
Deux ans plus tard, dans une compétition disputée à douze équipes, les Yougoslaves prendront leur revanche remportant le championnat du monde 1973 disputé à domicile. Cette édition est également marquée par l'émergence au plus haut niveau de l'Union soviétique qui bat les tenantes du titre est-allemande en phase de poule et termine à la troisième place, leur premier podium de la compétition. La Yougoslavie remporte son premier titre, après ses finales malheureuses de 1965 et 1971, en dominant la Roumanie par 16-11 en finale.  
Le tournoi de 1975, organisé en Union soviétique, voit la victoire de l'Allemagne de l'Est, devant l'équipe hôte. En l'absence de matchs éliminatoires et de finales, la décision se fait à l'occasion du match nul entre Allemagne de l'Est et URSS (10-10) en début de compétition, et surtout lors de la défaite des soviétiques face à la Hongrie, qui permet aux joueuses est-allemandes de remporter leur second titre après celui de 1971, sans avoir vaincu leur dauphin. Pour la première fois, les États-Unis et la Tunisie participent à la compétition, premiers représentants à ce niveau de leurs continents respectifs. Le tournoi sert également de qualification pour le premier tournoi féminin de handball aux Jeux olympiques de 1976, compétition remportée par l'Union soviétique qui réalisera même le doublé lors Jeux de 1980. 
Une situation comparable a lieu en lors de l'édition de 1978. Les Est-Allemandes, championnes du monde en titre, perdent face aux Soviétiques dans le cadre de la poule finale (12-14), mais la défaite d'un but 10-11 de ces dernières face à la Tchécoslovaquie lors du tour préliminaire permet à l'Allemagne de l'Est d'être couronnée pour la troisième fois de la décennie. La Hongrie complète le podium. Deux joueuses marquent le tournoi de leur empreinte, Waltraud Kretzschmar, capitaine de l'équipe est-allemande, ainsi que Zinaïda Tourtchina, joueuse du Spartak Kiev qui mène la sélection soviétique. En plus de Waltraud Kretzschmar, trois autres joueuses est-allemandes deviennent triples championne du monde : Hannelore Burosch (de), Kristina Richter et Hannelore Zober (de).
Lors du championnat du monde de 1982, l'équipe d'Union soviétique confirme sa domination et remporte son premier titre mondial. Les coéquipières de Tourtchina remportent tous leurs matchs hormis un dernier match sans enjeu pour elles face la Hongrie qui en profite pour s'emparer de la médaille d'argent. La Yougoslavie doit se contenter du bronze et l'Allemagne de l'Est, en perte de vitesse, termine au pied du podium. Cette édition voit également l'apparition au plus haut niveau de la Corée du Sud qui se classe sixième, marquant l'arrivée d'équipes compétitives hors du continent européen et la poursuite de la mondialisation du handball. 
Ce point participe probablement de l'élargissement de douze à seize équipes décidé pour le championnat du monde de 1986. L'équipe soviétique, toujours menée par Zinaïda Tourtchina bat en finale la Tchécoslovaquie (30-22) et conserve son titre acquis en 1982. Dans la petite finale, la Norvège s'impose face à l'Allemagne de l'Est (23-19), et atteint son premier podium au niveau mondial.
Le championnat du monde 1990 est la dernière édition du temps de la guerre froide. Si la Réunification allemande a eu lieu deux mois plus tôt en octobre, deux Allemagnes sont encore présentes lors de la compétition et c'est d'ailleurs l'ex-RDA qui s'impose 25 à 19 face à l'ex-RFA lors de la petite finale à forte portée symbolique. L'autre particularité de cette édition est qu'elle se déroule pour la première fois hors d'Europe, en Corée du Sud. Les Coréennes, qui ont créé la sensation deux ans plus tôt en remportant le titre olympique à Séoul, font figure de favorites mais doivent se contenter d'une décevante onzième place. Symbole de la domination des pays du bloc de l'Est, l'URSS et la Yougoslavie se retrouvent en finale après avoir dominé leurs adversaires. Si les Soviétiques prennent rapidement 4 (9-5) puis 6 buts d'avance (17-11), les Yougoslaves parviennent à revenir à un but à 12 minutes du terme (20-19). Mais l'URSS recrée rapidement un écart de 3 buts pour finalement s'imposer 24 à 22 et remporter son troisième titre consécutif. La soviétique Marina Bazanova devient la cinquième joueuse avec trois couronnes mondiales.

### De 1993 à 1999: l'alternance
(en) Fédération internationale de handball, History of Women’s Handball World Championships : Definitive Quantum Leap to Become a Global Sport (lire en ligne)
La Norvège, finaliste des Jeux olympiques l'année précédente, accueille l'édition de 1993 avec l'ambition de remporter, à domicile, leur première victoire dans la compétition. La Russie, en difficulté tout au long du tournoi, remporte néanmoins une victoire importante face au pays hôte (19-14), qui prive la Norvège de finale. La Norvège est devancée à la différence de but par l'équipe du Danemark, menée par Anja Andersen, qu'elle avait pourtant dominée lors du dernier match du tour principal. La seconde équipe qualifiée pour la finale est l'équipe d'Allemagne entraînée par Lothar Doering (de), champion olympique en 1980 en tant que joueur. L'Allemagne a réussi à surmonter une entame de tournoi moyenne — qualifiée troisième de son groupe du tour préliminaire — en réalisant un sans-faute lors du tour principal. La finale est l'une des plus serrée de l'histoire de la compétition jusqu'alors. Soixante minutes ne suffisent pas à départager les deux équipes qui disputent une prolongation. Malgré leur domination, les Danoises ne parviennent pas à creuser l'écart et les Allemandes restent au contact. Durant la prolongation, Lothar Doering lance Karen Heinrich (de), auteure jusqu'ici d'un tournoi sans relief, qui va donner la victoire aux Allemandes pour une victoire 22 à 21. Lors de la petite finale, la Norvège se console en remportant une médaille de bronze grâce à une victoire étriquée sur la Roumanie (20-19).
Deux ans plus tard, le championnat du monde 1995 est placé sous le signe de la nouveauté. Attribué en co-organisation à deux pays, l'Autriche et la Hongrie, la compétition prend une nouvelle périodicité biennale et est élargie à vingt participants. Ceux-ci sont répartis en quatre groupes de cinq équipes lors d'un tour préliminaire, dont les trois premiers se qualifient pour une phase finale à élimination directe commençant en huitièmes-de-finale. Les places restantes sont attribuées aux équipes non encore qualifiées lors de matches de barrage. Conformément aux attentes, les quarts-de-finale sont monopolisés par les équipes européennes, seulement accompagnées de la Corée du Sud. En demi-finales, les favorites Danoises et Norvégiennes sont cependant éliminées respectivement par les Sud-Coréennes (33-31) et les Hongroises (22-21). Les Sud-Coréennes, déjà victorieuses des tenantes du titres Allemandes à deux reprises dans la compétition, déploient un jeu tout-terrain, basé sur la vitesse, encore jamais vu jusqu'alors. Lors de la finale disputée à Vienne comme prévu initialement, la Hongrie ne parvient pas à contenir le jeu rapide des joueuses asiatiques et s'incline logiquement par 25 buts à 20. La Corée du Sud remporte son premier titre de championne du monde, qui constitue également la première victoire d'une équipe non-européenne dans l'histoire de la compétition.
En championnat du monde 1997, le tournoi est encore élargi, passant à 24 équipes, à l'identique du tournoi masculin. Quatre groupes de six sont formés pour le tour préliminaire et les quatre premières équipes se qualifient pour les huitièmes de finale. Certaines équipes parmi les favorites, comme la Roumanie, l'Autriche et la Hongrie, sont éliminées dès les huitièmes de finale. En quarts de finale, ce sont les Sud-Coréennes, tenantes du titre, qui sont éliminées. Jusqu'alors invaincue dans la compétition, l'Allemagne, hôte du tournoi perd en demi-finale face à la Norvège (23-25). Au cours de la seconde demi-finale, un spectateur allemand ivre poignarde trois supporteurs danois dont deux succomberont à leurs blessures,. Le tournoi est alors à la limite d'être annulé, mais la compétition est finalement maintenue et le Danemark se qualifie pour une finale inédite entre équipes scandinaves, où il domine facilement la Norvège pour une victoire sans appel 33 buts à 20. Déjà championnes olympiques et championnes d'Europe en titre, les Danoises réalisent ainsi un triplé historique. Enfin l'Allemagne termine à la troisième place après sa victoire 27 à 25 face à la Russie en match de classement.
Deux ans plus tard, les deux finalistes de 1997 accueillent conjointement le championnat du monde 1999, sans changement de format. Ce tournoi à domicile est une désillusion pour les championnes du monde Danoises, éliminées par la France dès les quarts-de-finale (19 buts à 17, après prolongation). En demi-finale, les Norvégiennes surclassent les Autrichiennes (30-18), pour rejoindre à nouveau la finale, comme lors de l'édition précédente. Dans l'autre demi-finale, la France, novice à ce niveau de compétition, élimine la Roumanie (18-17) et s'assure une place sur un podium mondial pour la première fois de son histoire. Dans un match très serré, il faut deux prolongations pour départager les finalistes (18-18 à l'issue du temps réglementaire puis 21-21 après une première prolongation), pour une victoire finale 25 à 24 des Norvégiennes, leur première victoire dans la compétition, pour un nouveau champion inédit.

### De 2001 à 2009: la domination russe
(en) Fédération internationale de handball, History of Women’s Handball World Championships : (Nearly) always Russia (lire en ligne)
Le championnat du monde 2001 se déroule en Italie, sans changement de format. Durant cette édition, la Russie termine championne et invaincue après avoir successivement éliminé l'Italie, la Hongrie, le Danemark avant de disposer des championnes en titre Norvégiennes, également invaincues et impressionnantes jusqu'alors, en finale (30-25). La République fédérale de Yougoslavie remporte la troisième place grâce à sa victoire sur le Danemark, dans ce qui restera l'un des matches les plus prolifiques de l'histoire des phases finales, par 42 buts à 40. 
Le système à élimination directe dès les huitièmes-de-finales ne faisant pas l'unanimité, le format change pour le championnat du monde 2003 en Croatie. Les 24 participants sont tout d'abord répartis en quatre groupes de six équipes lors d'un tour préliminaire, les trois premières de chaque groupe se qualifient pour un tour principal à deux groupes de six équipes dont les premiers et deuxièmes se rencontrent ensuite pour des demi-finales croisées. Ce format permet notamment de lisser l'effet d'une mauvaise performance d'un jour. Ainsi, les Françaises, malgré une défaite face à la Corée du Sud (25-27), terminent à la première place de leur groupe du tour principal à la faveur d'une victoire décisive face à la Russie (20-19). Cette défaite relègue les Russes, tenantes du titre, à la quatrième place finale du groupe, alors qu'une victoire leur aurait permis d'en prendre la tête. Dans le second groupe du tour principal, la situation est tout aussi serrée, avec trois équipes en tête à égalité de points. À la faveur de leur victoire dans les rencontres directes entre ces trois équipes, la Hongrie et l'Ukraine se qualifient au détriment de la Norvège. La France défait les Ukrainiennes en demi-finale pour atteindre sa seconde finale, pendant que, dans le même temps, la Hongrie élimine les Sud-Coréennes. Dans une finale mémorable, la France remonte un déficit de sept buts à huit minutes de la fin du temps réglementaire (18-25) pour égaliser dans les dernières secondes (28-28) et finalement l'emporter en prolongation par 32 buts à 29. Cette victoire permet à la France de gagner le premier titre majeur de son histoire.
Après son échec de 2003, la Russie accueille le championnat du monde 2005. Pour la première fois, les rencontres sont regroupées dans une seule ville, de Saint-Pétersbourg. À domicile, les Russes, entraînées par Ievgueni Trefilov, réalisent un sans-faute lors des phases de groupe, de même que les Roumaines, pour se qualifier dans le dernier carré. En demi-finale, la Russie domine sans grande difficulté le Danemark par 31 à 24, rejointe, comme attendu, par la Roumanie, vainqueure de la Hongrie. Devant les 12 300 spectateurs du palais de glace Saint-Pétersbourg, la Russie domine finalement la Roumanie par 28 buts à 23 et signe son retour au sommet du handball mondial. Il s'agit du cinquième titre du pays après les trois conquis sous la bannière de l'Union soviétique en 1982, 1986 et 1990, puis celui de 2001, nouveau record de la compétition.
L'édition de 2007 est organisée par la France. Les règles changent quelque peu lors de ce tournoi. Les 24 équipes sont réparties en six groupes de quatre, dont les deux premiers sont regroupés par six en deux groupes dans un tour principal. Les quatre premières équipes de chaque groupe sont alors qualifiées pour des quarts de finale croisés. Les équipes éliminées lors du tour préliminaire disputent, elles, un nouveau tournoi de classement, appelé « coupe du Président ». L'ensemble des favoris sont au rendez-vous des quarts de finale dont sortent vainqueur la Norvège, l'Allemagne, la Russie et la Roumanie, qui élimine l'France, hôte du tournoi, 34 buts à 31 après deux prolongations. Dans une revanche de la finale de l'édition précédente, la Russie prend à nouveau le meilleur sur la Roumanie (30-20) et se qualifie pour la finale, où elle affronte la Norvège qui a battu l'Allemagne (33-30). Les Norvégiennes, qui avaient pris le meilleur sur les Russes un an plus tôt en finale du championnat d'Europe 2006 ne parviennent pas à contenir leurs adversaires et s'inclinent 24 à 29. La Russie conserve ainsi son titre, gagné deux ans auparavant, ce qui constitue une première depuis l'édition de édition de 1990. Anna Kareïeva, Irina Poltoratskaïa et Oksana Romenskaïa deviennent ainsi triples championnes du monde après leurs succès en 2001, 2005 et 2007.
Le tournoi met le cap sur l'Asie de l'Est et la Chine pour l'édition de 2009. Le format reste globalement le même, seuls changent le format des groupes du tour préliminaire (six groupes de six équipes) et la suppression des quarts de finale. France, Russie, Norvège et Espagne se hissent en demi-finale. Dans une revanche de la finale du dernier championnat, la Russie domine à nouveau la Norvège (28-20) et se hisse une nouvelle fois en finale, pendant que la France se défait de l'Espagne (27-23). Et comme lors des deux précédentes éditions, la Russie prouve sa maîtrise en s'imposant en finale face à la France par 25 buts à 22, pour un troisième titre consécutif. Il s'agit de son quatrième titre sur les cinq dernières éditions, marquant la mainmise de la sélection russe sur les années 2000. Inna Souslina (2001, 2007 et 2009), Lioudmila Postnova et Emilia Toureï (2005, 2007 et 2009) rejoignent cette année-là les rangs des femmes les plus titrées de la compétition, avec trois victoires en championnat du monde.

### Depuis 2011: la Norvège et les outsiders
La 20e édition du championnat du monde est organisée par le Brésil en 2011. C'est la troisième fois après la Corée du Sud en 1990 et la Chine en 2009 que la compétition se déroule hors d'Europe, la première sur le continent américain. Les favorites de la compétition sont la Russie, championne en titre, la France, le Danemark et la Norvège. Le format revient à celui en vigueur des championnats du monde 1997 à 2001 avec quatre groupes de six équipes, dont les quatre premières de chaque groupe à l'issue du tour préliminaire se qualifient pour une phase à élimination directe démarrant au stade des huitièmes-de-finale. Parmi les principales nations, seule l'Allemagne ne passe pas le tour préliminaire : malgré une victoire initiale contre la Norvège, les allemandes perdent ensuite face au Monténégro, à l'Islande et à l'Angola. En huitième-de-finale, l'Angola crée la surprise en se qualifiant pour les quarts-de-finale aux dépens de la Corée du Sud, avant de tomber face au Danemark en quart. Les quarts-de-finale voient la France prendre sa revanche sur la Russie avec une victoire 25-23, qui élimine les triples tenantes du titre qui ne réaliseront donc pas un quadruplé encore inédit. La France atteint à nouveau la finale en écartant le Danemark en demi-finale (28-23), de même que la Norvège qui élimine l'Espagne (30-22). En finale, la Norvège inflige à la France une deuxième défaire consécutive à ce stade de la compétition avec une nette victoire par 32 buts à 24. Il s'agit là du deuxième titre des Norvégiennes après celui de 1999, déjà face aux Françaises. 
Le tournoi de 2013 a lieu en Serbie, sur un format inchangé. La première surprise a lieu dès les phases de qualifications, avec l'élimination de la Russie par les Pays-Bas lors des barrage de la zone Europe. La Russie (anciennement l'Union soviétique) ne participe ainsi pas au championnat du monde pour la première fois depuis l'édition de 1971, disputée à seulement neuf équipes. Les deux finalistes de l'édition précédente, France et Norvège sont éliminés dès les quarts-de-finales, respectivement par la Serbie, pays hôte, et la Pologne. Le Brésil et la Serbie se retrouvent en finale après leur victoire en demi sur le Danemark (27-21) et la Pologne (24-18), pour une finale inattendue et inédite. À cette occasion, c'est le Brésil, emmené par sa gardienne Bárbara Arenhart et l'arrière Eduarda Amorim, élue meilleure joueuse du tournoi, qui s'impose par 22 buts à 20 et remporte son premier titre de champion du monde, également le premier pour une nation américaine.
Pour l'édition de 2015, organisée au Danemark, les Brésiliennes, tenantes du titre et invaincues en phase de groupe, ne passent pas le cap des huitièmes de finale, éliminées par les Roumaines. Au tour suivant, celles-ci font chuter les Danoises qui évoluaient pourtant devant leur public (31-30), avant d'elles-mêmes chuter face aux Norvégiennes (33-35), de retour au plus haut niveau après la déception de 2013. La Norvège rencontre en finale les Pays-Bas, équipe surprise de la compétition, qui ont successivement éliminé la Serbie, la France et la Pologne pour atteindre leur première finale mondiale. La Norvège s'impose largement en finale par 31 buts à 23 et devient championne du monde pour la troisième fois. La médaille de bronze est remportée par la Roumanie grâce notamment à Cristina Neagu qui termine meilleure buteuse, est élue meilleure joueuse et sera élue meilleure handballeuse de l'année 2015.
Le championnat du monde 2017 est disputé en Allemagne. Les Pays-Bas y confirment leur installation au plus haut niveau en atteignant les demi-finales où ils sont défaits par la Norvège (23-32). Favorites à leur propre succession après un tournoi maîtrisé, qui les a notamment vu disposer aisément de la Russie en quart-de-finale (34-17), les Norvégiennes retrouvent en finale les Françaises, vainqueures en demi-finale des Suédoises (24-22). Néanmoins, lors d'une finale très serrée, la France empêche la Norvège de développer son jeu d'attaque habituel et s'impose 23-21. Il s'agit du deuxième titre de championne du monde de l'équipe de France, après celui de 2003, qui fait suite à deux échecs en finale en 2009 et 2011. Les Pays-Bas remportent le match pour la troisième place face à la Suède (24-21) et la Norvégienne Stine Bredal Oftedal et élue meilleure joueuse du tournoi.
Le Mondial 2019 en Japon est remportée pour la première fois par les Pays-Bas, vainqueur en finale de l'Espagne qui obtient à cette occasion son meilleur résultat en championnat du monde. Enfin, dans le match pour la médaille de bronze, la Russie s'impose face à la Norvège. La France, tenante du titre, n'est quant à elle pas parvenue à passer le premier tour.
Du fait de la pandémie de Covid-19, les Jeux olympiques de Tokyo ont été décalés en 2021 et ainsi le championnat du monde 2021 en Espagne est disputé 4 mois plus tard. La France est en passe de réaliser le doublé mais est battu en finale par la Norvège qui remporte son quatrième titre mondial. Grâce à sa victoire face au pays hôte espagnol, le Danemark glane sa première médaille, en bronze donc, depuis 2013.
Le championnat du monde 2023 a lieu au Danemark, en Norvège et en Suède et si les trois pays parviennent à qualifier leur équipe en demi-finale, c'est une quatrième nation, la France, qui remporte la compétition et ce pour la troisième fois après 2003 et 2017. La Norvège, battue en finale 31 à 28, repart avec la médaille d'argent tandis que le Danemark confirme son retour au premier plan en glanant la médaille de bronze après sa victoire d'un but (28-27) face à la Suède.
En 2025, la 27e édition aura lieu du 26 novembre au 14 décembre en Allemagne et aux Pays-Bas.

## Palmarès
| Édition | Nation hôte              |                                                               | Finale                                                        | Finale                                                        | Finale                                                        |                                                               | Petite finale                                                 | Petite finale                                                 | Petite finale |
| Édition | Nation hôte              | Champion                                                      | Score                                                         | Finaliste                                                     | Troisième                                                     | Score                                                         | Quatrième                                                     |                                                               |               |
| ------- | ------------------------ | ------------------------------------------------------------- | ------------------------------------------------------------- | ------------------------------------------------------------- | ------------------------------------------------------------- | ------------------------------------------------------------- | ------------------------------------------------------------- | ------------------------------------------------------------- | ------------- |
| 1957    | Yougoslavie              | Tchécoslovaquie (1/1)                                         | 7 – 1                                                         | Hongrie                                                       | Yougoslavie                                                   | 9 – 6                                                         | Allemagne de l'Ouest                                          |                                                               |               |
| 1962    | Roumanie                 | Roumanie (1/1)                                                | 8 − 5                                                         | Danemark                                                      | Tchécoslovaquie                                               | 6 − 5                                                         | Yougoslavie                                                   |                                                               |               |
| 1965    | Allemagne de l'Ouest     | Hongrie (1/1)                                                 | 5 − 3                                                         | Yougoslavie                                                   | Allemagne de l'Ouest                                          | 11 − 10                                                       | Tchécoslovaquie                                               |                                                               |               |
| 1968    | Union soviétique         | Annulé du fait de l'invasion de la Tchécoslovaquie par l'URSS | Annulé du fait de l'invasion de la Tchécoslovaquie par l'URSS | Annulé du fait de l'invasion de la Tchécoslovaquie par l'URSS | Annulé du fait de l'invasion de la Tchécoslovaquie par l'URSS | Annulé du fait de l'invasion de la Tchécoslovaquie par l'URSS | Annulé du fait de l'invasion de la Tchécoslovaquie par l'URSS | Annulé du fait de l'invasion de la Tchécoslovaquie par l'URSS |               |
| 1971    | Pays-Bas                 | Allemagne de l'Est (1/4)                                      | 11 − 8                                                        | Yougoslavie                                                   |                                                               | Hongrie                                                       | 12 − 11                                                       | Roumanie                                                      |               |
| 1973    | Yougoslavie              | Yougoslavie (1/1)                                             | 16 − 11                                                       | Roumanie                                                      | Union soviétique                                              | 20 − 12                                                       | Hongrie                                                       |                                                               |               |
| 1975    | Union soviétique         | Allemagne de l'Est (2/4)                                      | Poule finale                                                  | Union soviétique                                              | Hongrie                                                       | Poule finale                                                  | Roumanie                                                      |                                                               |               |
| 1978    | Tchécoslovaquie          | Allemagne de l'Est (3/4)                                      | Poule finale                                                  | Union soviétique                                              | Hongrie                                                       | Poule finale                                                  | Tchécoslovaquie                                               |                                                               |               |
| 1982    | Hongrie                  | Union soviétique (1/7)                                        | Poule finale                                                  | Hongrie                                                       | Yougoslavie                                                   | Poule finale                                                  | Allemagne de l'Est                                            |                                                               |               |
| 1986    | Pays-Bas                 | Union soviétique (2/7)                                        | 30 − 22                                                       | Tchécoslovaquie                                               | Norvège                                                       | 23 − 19                                                       | Allemagne de l'Est                                            |                                                               |               |
| 1990    | Corée du Sud             | Union soviétique (3/7)                                        | 24 − 22                                                       | Yougoslavie                                                   | Allemagne de l'Est                                            | 25 − 19                                                       | Allemagne de l'Ouest                                          |                                                               |               |
| 1993    | Norvège                  | Allemagne (4/4)                                               | 22 − 21ap                                                     | Danemark                                                      | Norvège                                                       | 20 − 19                                                       | Roumanie                                                      |                                                               |               |
| 1995    | Autriche, Hongrie        | Corée du Sud (1/1)                                            | 25 − 20                                                       | Hongrie                                                       | Danemark                                                      | 25 − 24                                                       | Norvège                                                       |                                                               |               |
| 1997    | Allemagne                | Danemark (1/1)                                                | 33 − 20                                                       | Norvège                                                       | Allemagne                                                     | 27 − 25                                                       | Russie                                                        |                                                               |               |
| 1999    | Danemark, Norvège        | Norvège (1/4)                                                 | 25 − 24a2p                                                    | France                                                        | Autriche                                                      | 31 − 28ap                                                     | Roumanie                                                      |                                                               |               |
| 2001    | Italie                   | Russie (4/7)                                                  | 30 − 25                                                       | Norvège                                                       | RF Yougoslavie                                                | 42 − 40                                                       | Danemark                                                      |                                                               |               |
| 2003    | Croatie                  | France (1/3)                                                  | 32 – 29ap                                                     | Hongrie                                                       | Corée du Sud                                                  | 31 − 29                                                       | Ukraine                                                       |                                                               |               |
| 2005    | Russie                   | Russie (5/7)                                                  | 28 − 23                                                       | Roumanie                                                      | Hongrie                                                       | 27 − 25                                                       | Danemark                                                      |                                                               |               |
| 2007    | France                   | Russie (6/7)                                                  | 29 − 24                                                       | Norvège                                                       | Allemagne                                                     | 36 − 35ap                                                     | Roumanie                                                      |                                                               |               |
| 2009    | Chine                    | Russie (7/7)                                                  | 25 − 22                                                       | France                                                        | Norvège                                                       | 31 − 26                                                       | Espagne                                                       |                                                               |               |
| 2011    | Brésil                   | Norvège (2/4)                                                 | 32 − 24                                                       | France                                                        | Espagne                                                       | 24 − 18                                                       | Danemark                                                      |                                                               |               |
| 2013    | Serbie                   | Brésil (1/1)                                                  | 22 − 20                                                       | Serbie                                                        | Danemark                                                      | 30 − 26                                                       | Pologne                                                       |                                                               |               |
| 2015    | Danemark                 | Norvège (3/4)                                                 | 31 − 23                                                       | Pays-Bas                                                      | Roumanie                                                      | 31 − 22                                                       | Pologne                                                       |                                                               |               |
| 2017    | Allemagne                | France (2/3)                                                  | 23 − 21                                                       | Norvège                                                       | Pays-Bas                                                      | 24 − 21                                                       | Suède                                                         |                                                               |               |
| 2019    | Japon                    | Pays-Bas (1/1)                                                | 30 − 29                                                       | Espagne                                                       | Russie                                                        | 33 − 28                                                       | Norvège                                                       |                                                               |               |
| 2021    | Espagne                  | Norvège (4/4)                                                 | 29 − 22                                                       | France                                                        | Danemark                                                      | 35 − 28                                                       | Espagne                                                       |                                                               |               |
| 2023    | Danemark, Norvège, Suède | France (3/3)                                                  | 31 − 28                                                       | Norvège                                                       | Danemark                                                      | 28 − 27                                                       | Suède                                                         |                                                               |               |
| 2025    | Allemagne, Pays-Bas      | Édition future                                                | Édition future                                                | Édition future                                                | Édition future                                                | Édition future                                                | Édition future                                                |                                                               |               |
| 2027    | Hongrie                  | Édition future                                                | Édition future                                                | Édition future                                                | Édition future                                                | Édition future                                                | Édition future                                                |                                                               |               |
| 2029    | Espagne                  | Édition future                                                | Édition future                                                | Édition future                                                | Édition future                                                | Édition future                                                | Édition future                                                |                                                               |               |
| 2031    | Pologne, Tchéquie        | Édition future                                                | Édition future                                                | Édition future                                                | Édition future                                                | Édition future                                                | Édition future                                                |                                                               |               |

## Bilans

### Tableau des médailles
| Rang  | Nation             | Victoires                                    | Finalistes                       | Troisièmes places          | Total |
| ----- | ------------------ | -------------------------------------------- | -------------------------------- | -------------------------- | ----- |
| 1     | Russie (/)         | 0 · 1982, 1986, 1990, 2001, 2005, 2007, 2009 | 0 · 1975, 1978                   | 0 · 1973, 2019             | 11    |
| 2     | Norvège            | 0 · 1999, 2011, 2015, 2021                   | 0 · 1997, 2001, 2007, 2017, 2023 | 0 · 1986, 1993, 2009       | 12    |
| 3     | France             | 0 · 2003, 2017, 2023                         | 0 · 1999, 2009, 2011, 2021       | -                          | 7     |
| 4     | Allemagne de l'Est | 0 · 1971, 1975, 1978                         | -                                | · 1990                     | 4     |
| 5     | Hongrie            | · 1965                                       | 0 · 1957, 1982, 1995, 2003       | 0 · 1971, 1975, 1978, 2005 | 9     |
| 6     | Serbie (/)         | · 1973                                       | 0 · 1965, 1971, 1990, 2013       | 0 · 1957, 1982, 2001       | 8     |
| 7     | Danemark           | · 1997                                       | 0 · 1962, 1993                   | 0 · 1995, 2013, 2021, 2023 | 7     |
| 8     | Roumanie (/)       | · 1962                                       | 0 · 1973, 2005                   | · 2015                     | 4     |
| 9     | Tchéquie (/)       | · 1957                                       | · 1986                           | · 1962                     | 3     |
| 9     | Pays-Bas           | · 2019                                       | · 2015                           | · 2017                     | 3     |
| 11    | Allemagne (/)      | · 1993                                       | -                                | 0 · 1965, 1997, 2007       | 4     |
| 12    | Corée du Sud       | · 1995                                       | -                                | · 2003                     | 2     |
| 13    | Brésil             | · 2013                                       | -                                | -                          | 1     |
| 14    | Espagne            | -                                            | · 2019                           | · 2011                     | 2     |
| 15    | Autriche           | -                                            | -                                | · 1999                     | 1     |
| Total | Total              | 26                                           | 26                               | 26                         | 78    |

### Bilan par équipe
| Nation\Édition     | 57                           | 62                           | 65                           | 71                           | 73                           | 75                           | 78                           | 82                           | 86                           | 90                           | 93                        | 95                        | 97                        | 99                        | 01                        | 03                        | 05                        | 07                        | 09                        | 11                        | 13                        | 15                        | 17                        | 19                        | 21                        | 23                        | Part. |
| ------------------ | ---------------------------- | ---------------------------- | ---------------------------- | ---------------------------- | ---------------------------- | ---------------------------- | ---------------------------- | ---------------------------- | ---------------------------- | ---------------------------- | ------------------------- | ------------------------- | ------------------------- | ------------------------- | ------------------------- | ------------------------- | ------------------------- | ------------------------- | ------------------------- | ------------------------- | ------------------------- | ------------------------- | ------------------------- | ------------------------- | ------------------------- | ------------------------- | ----- |
| Roumanie           | 9                            | Médaille d'or, monde         | 6                            | 4                            | Médaille d'argent, monde     | 4                            | 7                            | 8                            | 5                            | 7                            | 4                         | 7                         | 12                        | 4                         | 17                        | 10                        | Médaille d'argent, monde  | 4                         | 8                         | 13                        | 10                        | Médaille de bronze, monde | 10                        | 12                        | 13                        | 12                        | 26    |
| Hongrie            | Médaille d'argent, monde     | 5                            | Médaille d'or, monde         | Médaille de bronze, monde    | 4                            | Médaille de bronze, monde    | Médaille de bronze, monde    | Médaille d'argent, monde     | 8                            | -                            | 7                         | Médaille d'argent, monde  | 9                         | 5                         | 6                         | Médaille d'argent, monde  | Médaille de bronze, monde | 8                         | 9                         | -                         | 8                         | 11                        | 15                        | 14                        | 10                        | 10                        | 24    |
| / Allemagne        | 4                            | 8                            | Médaille de bronze, monde    | 5                            | 11                           | -                            | 8                            | 9                            | 7                            | 4                            | Médaille d'or, monde      | 5                         | Médaille de bronze, monde | 7                         | -                         | 12                        | 6                         | Médaille de bronze, monde | 7                         | 17                        | 7                         | 13                        | 12                        | 8                         | 7                         | 6                         | 24    |
| Norvège            | -                            | -                            | -                            | 7                            | 8                            | 8                            | -                            | 7                            | Médaille de bronze, monde    | 6                            | Médaille de bronze, monde | 4                         | Médaille d'argent, monde  | Médaille d'or, monde      | Médaille d'argent, monde  | 6                         | 9                         | Médaille d'argent, monde  | Médaille de bronze, monde | Médaille d'or, monde      | 5                         | Médaille d'or, monde      | Médaille d'argent, monde  | 4                         | Médaille d'or, monde      | Médaille d'argent, monde  | 22    |
| Danemark           | 5                            | Médaille d'argent, monde     | 5                            | 6                            | 7                            | 9                            | -                            | -                            | -                            | 10                           | Médaille d'argent, monde  | Médaille de bronze, monde | Médaille d'or, monde      | 6                         | 4                         | 13                        | 4                         | -                         | 5                         | 4                         | Médaille de bronze, monde | 6                         | 6                         | 9                         | Médaille de bronze, monde | Médaille de bronze, monde | 22    |
| / Russie           | -                            | 6                            | -                            | -                            | Médaille de bronze, monde    | Médaille d'argent, monde     | Médaille d'argent, monde     | Médaille d'or, monde         | Médaille d'or, monde         | Médaille d'or, monde         | 5                         | 6                         | 4                         | 12                        | Médaille d'or, monde      | 7                         | Médaille d'or, monde      | Médaille d'or, monde      | Médaille d'or, monde      | 6                         | -                         | 5                         | 5                         | Médaille de bronze, monde | 8                         | Susp.                     | 21    |
| Japon              | -                            | 9                            | 7                            | 9                            | 10                           | 10                           | -                            | -                            | 14                           | -                            | -                         | 15                        | 17                        | 17                        | 20                        | 16                        | 18                        | 19                        | 16                        | 14                        | 14                        | 19                        | 16                        | 10                        | 11                        | 17                        | 21    |
| Corée du Sud       | -                            | -                            | -                            | -                            | -                            | -                            | 10-12                        | 6                            | 11                           | 11                           | 11                        | Médaille d'or, monde      | 5                         | 9                         | 15                        | Médaille de bronze, monde | 8                         | 6                         | 6                         | 11                        | 12                        | 14                        | 13                        | 11                        | 14                        | 22                        | 20    |
| / Serbie           | Médaille de bronze, monde    | 4                            | Médaille d'argent, monde     | Médaille d'argent, monde     | Médaille d'or, monde         | 5                            | 5                            | Médaille de bronze, monde    | 6                            | Médaille d'argent, monde     | -                         | -                         | -                         | -                         | Médaille de bronze, monde | 9                         | -                         | -                         | -                         | -                         | Médaille d'argent, monde  | 15                        | 9                         | 6                         | 12                        | 21                        | 18    |
| Pologne            | 7                            | 7                            | 8                            | -                            | 5                            | 7                            | 6                            | -                            | 13                           | 9                            | 10                        | -                         | 8                         | 11                        | -                         | -                         | 19                        | 11                        | -                         | -                         | 4                         | 4                         | 17                        | -                         | 15                        | 16                        | 18    |
| Chine              | Non reconnue par le CIO      | Non reconnue par le CIO      | Non reconnue par le CIO      | Non reconnue par le CIO      | Non reconnue par le CIO      | Non reconnue par le CIO      | Non reconnue par le CIO      | -                            | 9                            | 8                            | 14                        | 14                        | 22                        | 18                        | 11                        | 19                        | 17                        | 21                        | 12                        | 21                        | 18                        | 17                        | 22                        | 23                        | 32                        | 28                        | 18    |
| / Tchéquie         | Médaille d'or, monde         | Médaille de bronze, monde    | 4                            | -                            | 6                            | 6                            | 4                            | 5                            | Médaille d'argent, monde     | -                            | 9                         | 13                        | 13                        | 19                        | -                         | 15                        | -                         | -                         | -                         | -                         | 15                        | -                         | 8                         | -                         | 19                        | 8                         | 17    |
| Angola             | Membre du Portugal           | Membre du Portugal           | Membre du Portugal           | Membre du Portugal           | Membre du Portugal           | -                            | -                            | -                            | -                            | 16                           | 16                        | 16                        | 15                        | 15                        | 13                        | 17                        | 16                        | 7                         | 11                        | 8                         | 16                        | 16                        | 19                        | 15                        | 25                        | 15                        | 17    |
| France             | -                            | -                            | -                            | -                            | -                            | -                            | -                            | -                            | 15                           | 14                           | -                         | -                         | 10                        | Médaille d'argent, monde  | 5                         | Médaille d'or, monde      | 12                        | 5                         | Médaille d'argent, monde  | Médaille d'argent, monde  | 6                         | 7                         | Médaille d'or, monde      | 13                        | Médaille d'argent, monde  | Médaille d'or, monde      | 16    |
| Brésil             | -                            | -                            | -                            | -                            | -                            | -                            | -                            | -                            | -                            | -                            | -                         | 19                        | 23                        | 16                        | 12                        | 20                        | 7                         | 14                        | 15                        | 5                         | Médaille d'or, monde      | 10                        | 18                        | 17                        | 6                         | 9                         | 15    |
| Pays-Bas           | -                            | -                            | -                            | 8                            | 12                           | -                            | 9                            | -                            | 10                           | -                            | -                         | -                         | -                         | 10                        | 14                        | -                         | 5                         | -                         | -                         | 15                        | 13                        | Médaille d'argent, monde  | Médaille de bronze, monde | Médaille d'or, monde      | 9                         | 5                         | 14    |
| Autriche           | 6                            | -                            | -                            | -                            | -                            | -                            | -                            | -                            | 12                           | 5                            | 8                         | 8                         | 11                        | Médaille de bronze, monde | 7                         | 11                        | 13                        | 16                        | 10                        | -                         | -                         | -                         | -                         | -                         | 16                        | 19                        | 14    |
| Espagne            | -                            | -                            | -                            | -                            | -                            | -                            | -                            | -                            | -                            | -                            | 15                        | -                         | -                         | -                         | 10                        | 5                         | -                         | 10                        | 4                         | Médaille de bronze, monde | 9                         | 12                        | 11                        | Médaille d'argent, monde  | 4                         | 13                        | 12    |
| Suède              | 8                            | -                            | -                            | -                            | -                            | -                            | -                            | -                            | -                            | 13                           | 6                         | 11                        | -                         | -                         | 8                         | -                         | -                         | -                         | 13                        | 9                         | -                         | 9                         | 4                         | 7                         | 5                         | 4                         | 12    |
| Argentine          | -                            | -                            | -                            | -                            | -                            | -                            | -                            | -                            | -                            | -                            | -                         | -                         | -                         | 24                        | -                         | 22                        | 20                        | 20                        | 19                        | 23                        | 19                        | 18                        | 23                        | 16                        | 21                        | 20                        | 12    |
| Tunisie            | -                            | -                            | -                            | -                            | -                            | 12                           | -                            | -                            | -                            | -                            | -                         | -                         | -                         | -                         | 19                        | 18                        | -                         | 15                        | 14                        | 18                        | 17                        | 21                        | 24                        | -                         | 27                        | -                         | 10    |
| Australie          | -                            | -                            | -                            | -                            | -                            | -                            | -                            | -                            | -                            | -                            | -                         | -                         | -                         | 23                        | -                         | 23                        | 24                        | 24                        | 24                        | 24                        | 24                        | -                         | -                         | 24                        | -                         | -                         | 8     |
| Ukraine            | Membre de l'Union soviétique | Membre de l'Union soviétique | Membre de l'Union soviétique | Membre de l'Union soviétique | Membre de l'Union soviétique | Membre de l'Union soviétique | Membre de l'Union soviétique | Membre de l'Union soviétique | Membre de l'Union soviétique | Membre de l'Union soviétique | -                         | 9                         | -                         | 13                        | 18                        | 4                         | 10                        | 13                        | 17                        | -                         | -                         | -                         | -                         | -                         | -                         | 23                        | 8     |
| Croatie            | Membre de la Yougoslavie     | Membre de la Yougoslavie     | Membre de la Yougoslavie     | Membre de la Yougoslavie     | Membre de la Yougoslavie     | Membre de la Yougoslavie     | Membre de la Yougoslavie     | Membre de la Yougoslavie     | Membre de la Yougoslavie     | Membre de la Yougoslavie     | -                         | 10                        | 6                         | -                         | -                         | 14                        | 11                        | 9                         | -                         | 7                         | -                         | -                         | -                         | -                         | 18                        | 14                        | 8     |
| Slovénie           | Membre de la Yougoslavie     | Membre de la Yougoslavie     | Membre de la Yougoslavie     | Membre de la Yougoslavie     | Membre de la Yougoslavie     | Membre de la Yougoslavie     | Membre de la Yougoslavie     | Membre de la Yougoslavie     | Membre de la Yougoslavie     | Membre de la Yougoslavie     | -                         | -                         | 18                        | -                         | 9                         | 8                         | 14                        | -                         | -                         | -                         | -                         | -                         | 14                        | 19                        | 17                        | 11                        | 8     |
| Allemagne de l'Est | -                            | -                            | -                            | Médaille d'or, monde         | 9                            | Médaille d'or, monde         | Médaille d'or, monde         | 4                            | 4                            | Médaille de bronze, monde    | Nation disparue           | Nation disparue           | Nation disparue           | Nation disparue           | Nation disparue           | Nation disparue           | Nation disparue           | Nation disparue           | Nation disparue           | Nation disparue           | Nation disparue           | Nation disparue           | Nation disparue           | Nation disparue           | Nation disparue           | Nation disparue           | 7     |
| Côte d'Ivoire      | -                            | -                            | -                            | -                            | -                            | -                            | -                            | -                            | -                            | -                            | -                         | 18                        | 14                        | 20                        | -                         | 21                        | 21                        | -                         | 18                        | 16                        | -                         | -                         | -                         | -                         | -                         | -                         | 7     |
| Monténégro         | Membre de la Yougoslavie     | Membre de la Yougoslavie     | Membre de la Yougoslavie     | Membre de la Yougoslavie     | Membre de la Yougoslavie     | Membre de la Yougoslavie     | Membre de la Yougoslavie     | Membre de la Yougoslavie     | Membre de la Yougoslavie     | Membre de la Yougoslavie     | -                         | -                         | -                         | -                         | -                         | -                         | -                         | -                         | -                         | 10                        | 11                        | 8                         | 6                         | 5                         | 22                        | 7                         | 7     |
| Congo              | -                            | -                            | -                            | -                            | -                            | -                            | -                            | 12                           | -                            | -                            | -                         | -                         | -                         | 22                        | 22                        | -                         | -                         | 17                        | 20                        | -                         | -                         | -                         | -                         | -                         | 23                        | 26                        | 7     |
| Kazakhstan         | Membre de l'Union soviétique | Membre de l'Union soviétique | Membre de l'Union soviétique | Membre de l'Union soviétique | Membre de l'Union soviétique | Membre de l'Union soviétique | Membre de l'Union soviétique | Membre de l'Union soviétique | Membre de l'Union soviétique | Membre de l'Union soviétique | -                         | -                         | -                         | -                         | -                         | -                         | -                         | 18                        | 22                        | 19                        | -                         | 22                        | -                         | 22                        | 24                        | 30                        | 7     |
| Macédoine du Nord  | Membre de la Yougoslavie     | Membre de la Yougoslavie     | Membre de la Yougoslavie     | Membre de la Yougoslavie     | Membre de la Yougoslavie     | Membre de la Yougoslavie     | Membre de la Yougoslavie     | Membre de la Yougoslavie     | Membre de la Yougoslavie     | Membre de la Yougoslavie     | -                         | -                         | 7                         | 8                         | 21                        | -                         | 15                        | 12                        | -                         | -                         | -                         | -                         | -                         | -                         | -                         | -                         | 5     |
| États-Unis         | -                            | -                            | -                            | -                            | -                            | 11                           | -                            | 11                           | 16                           | -                            | 12                        | 17                        | -                         | -                         | -                         | -                         | -                         | -                         | -                         | -                         | -                         | -                         | -                         | -                         | -                         | -                         | 5     |
| Uruguay            | -                            | -                            | -                            | -                            | -                            | -                            | -                            | -                            | -                            | -                            | -                         | -                         | 24                        | -                         | 23                        | 24                        | 23                        | -                         | -                         | 20                        | -                         | -                         | -                         | -                         | -                         | -                         | 5     |
| Paraguay           | -                            | -                            | -                            | -                            | -                            | -                            | -                            | -                            | -                            | -                            | -                         | -                         | -                         | -                         | -                         | -                         | -                         | 23                        | -                         | -                         | 21                        | -                         | 21                        | -                         | 29                        | 29                        | 5     |
| Canada             | -                            | -                            | -                            | -                            | -                            | -                            | 10-12                        | -                            | -                            | 15                           | -                         | 20                        | 20                        | -                         | -                         | -                         | -                         | -                         | -                         | -                         | -                         | -                         | -                         | -                         | -                         | -                         | 4     |
| Cuba               | -                            | -                            | -                            | -                            | -                            | -                            | -                            | -                            | -                            | -                            | -                         | -                         | -                         | 21                        | -                         | -                         | -                         | -                         | -                         | 22                        | -                         | 23                        | -                         | 21                        | -                         | -                         | 4     |
| Cameroun           | -                            | -                            | -                            | -                            | -                            | -                            | -                            | -                            | -                            | -                            | -                         | -                         | -                         | -                         | -                         | -                         | 22                        | -                         | -                         | -                         | -                         | -                         | 20                        | -                         | 28                        | 24                        | 4     |
| Algérie            | Membre de la                 | Membre de la                 | -                            | -                            | -                            | -                            | 10-12                        | -                            | -                            | -                            | -                         | -                         | 19                        | -                         | -                         | -                         | -                         | -                         | -                         | -                         | 22                        | -                         | -                         | -                         | -                         | -                         | 3     |
| RD Congo           | -                            | -                            | -                            | -                            | -                            | -                            | -                            | -                            | -                            | -                            | -                         | -                         | -                         | -                         | -                         | -                         | -                         | -                         | -                         | -                         | 20                        | 24                        | -                         | 20                        | -                         | -                         | 3     |
| Bulgarie           | -                            | -                            | -                            | -                            | -                            | -                            | -                            | 10                           | -                            | 12                           | -                         | -                         | -                         | -                         | -                         | -                         | -                         | -                         | -                         | -                         | -                         | -                         | -                         | -                         | -                         | -                         | 2     |
| Islande            | -                            | -                            | -                            | -                            | -                            | -                            | -                            | -                            | -                            | -                            | -                         | -                         | -                         | -                         | -                         | -                         | -                         | -                         | -                         | 12                        | -                         | -                         | -                         | -                         | -                         | 25                        | 2     |
| Slovaquie          | Membre de la Tchécoslovaquie | Membre de la Tchécoslovaquie | Membre de la Tchécoslovaquie | Membre de la Tchécoslovaquie | Membre de la Tchécoslovaquie | Membre de la Tchécoslovaquie | Membre de la Tchécoslovaquie | Membre de la Tchécoslovaquie | Membre de la Tchécoslovaquie | Membre de la Tchécoslovaquie | -                         | 12                        | -                         | -                         | -                         | -                         | -                         | -                         | -                         | -                         | -                         | -                         | -                         | -                         | 26                        | -                         | 2     |
| Biélorussie        | Membre de l'Union soviétique | Membre de l'Union soviétique | Membre de l'Union soviétique | Membre de l'Union soviétique | Membre de l'Union soviétique | Membre de l'Union soviétique | Membre de l'Union soviétique | Membre de l'Union soviétique | Membre de l'Union soviétique | Membre de l'Union soviétique | -                         | -                         | 16                        | 14                        | -                         | -                         | -                         | -                         | -                         | -                         | -                         | -                         | -                         | -                         | -                         | Susp.                     | 2     |
| Sénégal            | -                            | -                            | -                            | -                            | -                            | -                            | -                            | -                            | -                            | -                            | -                         | -                         | -                         | -                         | -                         | -                         | -                         | -                         | -                         | -                         | -                         | -                         | -                         | 18                        | -                         | 18                        | 2     |
| Porto Rico         | -                            | -                            | -                            | -                            | -                            | -                            | -                            | -                            | -                            | -                            | -                         | -                         | -                         | -                         | -                         | -                         | -                         | -                         | -                         | -                         | -                         | 20                        | -                         | -                         | 20                        | -                         | 2     |
| Ouzbékistan        | Membre de l'Union soviétique | Membre de l'Union soviétique | Membre de l'Union soviétique | Membre de l'Union soviétique | Membre de l'Union soviétique | Membre de l'Union soviétique | Membre de l'Union soviétique | Membre de l'Union soviétique | Membre de l'Union soviétique | Membre de l'Union soviétique | -                         | -                         | 21                        | -                         | -                         | -                         | -                         | -                         | -                         | -                         | -                         | -                         | -                         | -                         | 30                        | -                         | 2     |
| Rép. dominicaine   | -                            | -                            | -                            | -                            | -                            | -                            | -                            | -                            | -                            | -                            | -                         | -                         | -                         | -                         | -                         | -                         | -                         | 22                        | -                         | -                         | 23                        | -                         | -                         | -                         | -                         | -                         | 2     |
| Groenland          | -                            | -                            | -                            | -                            | -                            | -                            | -                            | -                            | -                            | -                            | -                         | -                         | -                         | -                         | 24                        | -                         | -                         | -                         | -                         | -                         | -                         | -                         | -                         | -                         | -                         | 32                        | 2     |
| Chili              | -                            | -                            | -                            | -                            | -                            | -                            | -                            | -                            | -                            | -                            | -                         | -                         | -                         | -                         | -                         | -                         | -                         | -                         | 23                        | -                         | -                         | -                         | -                         | -                         | -                         | 27                        | 2     |
| Iran               | -                            | -                            | -                            | -                            | -                            | -                            | -                            | -                            | -                            | -                            | -                         | -                         | -                         | -                         | -                         | -                         | -                         | -                         | -                         | -                         | -                         | -                         | -                         | -                         | 31                        | 31                        | 2     |
| Lituanie           | Membre de l'Union soviétique | Membre de l'Union soviétique | Membre de l'Union soviétique | Membre de l'Union soviétique | Membre de l'Union soviétique | Membre de l'Union soviétique | Membre de l'Union soviétique | Membre de l'Union soviétique | Membre de l'Union soviétique | Membre de l'Union soviétique | 13                        | -                         | -                         | -                         | -                         | -                         | -                         | -                         | -                         | -                         | -                         | -                         | -                         | -                         | -                         | -                         | 1     |
| Italie             | -                            | -                            | -                            | -                            | -                            | -                            | -                            | -                            | -                            | -                            | -                         | -                         | -                         | -                         | 16                        | -                         | -                         | -                         | -                         | -                         | -                         | -                         | -                         | -                         | -                         | -                         | 1     |
| Thaïlande          | -                            | -                            | -                            | -                            | -                            | -                            | -                            | -                            | -                            | -                            | -                         | -                         | -                         | -                         | -                         | -                         | -                         | -                         | 21                        | -                         | -                         | -                         | -                         | -                         | -                         | -                         | 1     |
| Participants       | 9                            | 9                            | 8                            | 9                            | 12                           | 12                           | 12                           | 12                           | 16                           | 16                           | 16                        | 20                        | 24                        | 24                        | 24                        | 24                        | 24                        | 24                        | 24                        | 24                        | 24                        | 24                        | 24                        | 24                        | 32                        | 32                        | 53    |

Remarque : les équipes sont classées selon leur nombre de participations puis leur(s) meilleur(s) classement(s).
Légende : 00 : Pays(s) hôte(s) – Q : Pays qualifié pour la prochaine édition.

### Bilan par joueuse
Quatorze joueuses ont été championnes du monde à au moins trois reprises :
| Rang | Joueuse                | Nationalité        | Médaille d'or, monde | Médaille d'argent, monde | Médaille de bronze, monde | Total | Années des titres |
| ---- | ---------------------- | ------------------ | -------------------- | ------------------------ | ------------------------- | ----- | ----------------- |
| 1    | Camilla Herrem         | Norvège            | 3                    | 1                        | 1                         | 5     | 2011, 2015, 2021  |
| 2    | Stine Bredal Oftedal   | Norvège            | 3                    | 1                        | 0                         | 4     | 2011, 2015, 2021  |
| 3    | Hannelore Burosch (de) | Allemagne de l'Est | 3                    | 0                        | 0                         | 3     | 1971, 1975, 1978  |
| 3    | Waltraud Kretzschmar   | Allemagne de l'Est | 3                    | 0                        | 0                         | 3     | 1971, 1975, 1978  |
| 3    | Kristina Richter       | Allemagne de l'Est | 3                    | 0                        | 0                         | 3     | 1971, 1975, 1978  |
| 3    | Hannelore Zober (de)   | Allemagne de l'Est | 3                    | 0                        | 0                         | 3     | 1971, 1975, 1978  |
| 3    | Marina Bazanova        | Union soviétique   | 3                    | 0                        | 0                         | 3     | 1982, 1986, 1990  |
| 3    | Anna Kareïeva          | Russie             | 3                    | 0                        | 0                         | 3     | 2001, 2005, 2007  |
| 3    | Irina Poltoratskaïa    | Russie             | 3                    | 0                        | 0                         | 3     | 2001, 2005, 2007  |
| 3    | Oksana Romenskaïa      | Russie             | 3                    | 0                        | 0                         | 3     | 2001, 2005, 2007  |
| 3    | Nadejda Mouravieva     | Russie             | 3                    | 0                        | 0                         | 3     | 2001, 2007, 2009  |
| 3    | Inna Souslina          | Russie             | 3                    | 0                        | 0                         | 3     | 2001, 2007, 2009  |
| 3    | Lioudmila Postnova     | Russie             | 3                    | 0                        | 0                         | 3     | 2005, 2007, 2009  |
| 3    | Emilia Toureï          | Russie             | 3                    | 0                        | 0                         | 3     | 2005, 2007, 2009  |
| 15   | Katrine Lunde          | Norvège            | 2                    | 2                        | 1                         | 5     | 2011, 2021        |

## Meilleures joueuses et meilleures marqueuses par tournoi
Le tableau ci-dessous recense les meilleures joueuses[réf. souhaitée] et les meilleures buteuses connues lors des différents championnats du monde entre 1957 et 2023 :
| Année | Meilleure joueuse    | Équipe           | Meilleure buteuse                     | Équipe                             | Buts (7 m)             |
| ----- | -------------------- | ---------------- | ------------------------------------- | ---------------------------------- | ---------------------- |
| 1957  | —                    | inconnu          | Pavla Bartáková                       | Tchécoslovaquie                    | 11 (?)                 |
| 1962  | —                    | inconnu          | Marie Matějů Anna Stark-Stănișel (en) | Tchécoslovaquie Roumanie           | 14 (?)                 |
| 1965  | —                    | inconnu          | Anne-Marie Nielsen                    | Danemark                           | 11 (?)                 |
| 1971  | —                    | inconnu          | Hideyo Taramizu                       | Japon                              | 22 (?)                 |
| 1973  | —                    | inconnu          | incertain, cf. article                | incertain, cf. article             | incertain, cf. article |
| 1975  | —                    | inconnu          | Tatiana Makarets                      | Union soviétique                   | 35 (16)                |
| 1978  | —                    | inconnu          | Milena Foltýnová Kristina Richter     | Tchécoslovaquie Allemagne de l'Est | 41 (18) 41 (20)        |
| 1982  | Larissa Karlova      | Union soviétique | Jasna Merdan                          | Yougoslavie                        | 52 (29)                |
| 1986  | Natalia Morskova     | Union soviétique | Natalia Morskova                      | Union soviétique                   | 61 (26)                |
| 1990  | —                    | inconnu          | Bożena Karkut (pl) Svetlana Vidrina   | Pologne Union soviétique           | 50 (21) 50 (30)        |
| 1993  | Cecilie Leganger     | Norvège          | Hong Jeong-ho                         | Corée du Sud                       | 58 (?)                 |
| 1995  | —                    | inconnu          | Nataliya Derepasko                    | Ukraine                            | 61 (?)                 |
| 1997  | Franziska Heinz      | Allemagne        | Indira Kastratović                    | Macédoine                          | 71 (23)                |
| 1999  | Ausra Fridrikas      | Autriche         | Grit Jurack Carmen Amariei            | Allemagne Roumanie                 | 60 (19) 60 (18)        |
| 2001  | non décerné          | non décerné      | Ausra Fridrikas                       | Autriche                           | 87 (15)                |
| 2003  | Valérie Nicolas      | France           | Bojana Radulovics                     | Hongrie                            | 97 (40)                |
| 2005  | Lioudmila Bodnieva   | Russie           | Nadine Krause Tanja Logvin            | Allemagne Autriche                 | 60 (15) 60 (21)        |
| 2007  | Katja Nyberg         | Norvège          | Grit Jurack                           | Allemagne                          | 85 (09)                |
| 2009  | Lioudmila Postnova   | Russie           | Katrin Engel                          | Autriche                           | 67 (27)                |
| 2011  | non décerné          | non décerné      | Alexandra do Nascimento               | Brésil                             | 57 (23)                |
| 2013  | Eduarda Amorim       | Brésil           | Susann Müller                         | Allemagne                          | 62 (13)                |
| 2015  | Cristina Neagu       | Roumanie         | Cristina Neagu                        | Roumanie                           | 63 (18)                |
| 2017  | Stine Bredal Oftedal | Norvège          | Nora Mørk                             | Norvège                            | 66 (25)                |
| 2019  | Estavana Polman      | Pays-Bas         | Lois Abbingh                          | Pays-Bas                           | 71 (29)                |
| 2021  | Kari Brattset        | Norvège          | Nathalie Hagman                       | Suède                              | 71 (21)                |
| 2023  | Henny Reistad        | Norvège          | Markéta Jeřábková                     | Tchéquie                           | 63 (7)                 |

Remarques :
- Avec 97 buts marqués en 2003, la Hongroise d'origine serbe Bojana Radulovics détient le record du plus grand nombre de buts marqués lors d'un championnat du monde. Elle détient également le record du nombre de buts marqués sur jets de 7 mètres (40, lors du même championnat du monde 2003) mais c'est l'Allemande Grit Jurack qui a marqué le plus de buts dans le champ, 76 en 2007. À noter que Bojana Radulovics détient également le record du plus grand nombre de buts marqués lors d'un championnat d'Europe avec 72 buts.
- Avec 21 buts marqués lors de la rencontre Cameroun-Macédoine comptant pour le championnat du monde 2005[15], la Macédonienne d'origine russe Natalia Todorovska détient le record de but sur un match en championnat du monde[16].

## Autres championnats du monde

### Championnats du monde B et C
En guise de tournoi de qualification pour le championnat du monde ont été organisés entre 1977 et 1992 un championnat du monde B. Véritable division 2 du handball mondial, les meilleures équipes obtenaient ainsi leurs billets pour la compétition reine tandis que les moins bonnes équipes étaient reléguées dans un championnat du monde C qui a existé entre 1986 et 1991.
Les résultats des championnats du monde B et C sont :
| Édition     | Nation hôte          | Vainqueur            | Score   | Finaliste       | Troisième            | Quatrième            |
| ----------- | -------------------- | -------------------- | ------- | --------------- | -------------------- | -------------------- |
| B 1977 (pl) | Allemagne de l'Ouest | Yougoslavie          | 22 – 17 | Pologne         | Roumanie             | Allemagne de l'Ouest |
| B 1981 (pl) | Danemark             | Tchécoslovaquie      | 21 – 20 | Roumanie        | Norvège              | Bulgarie             |
| B 1983 (pl) | Pologne              | Allemagne de l'Est   | 20 – 19 | Pologne         | Roumanie             | Allemagne de l'Ouest |
| B 1985 (pl) | Allemagne de l'Ouest | Allemagne de l'Est   | 25 – 18 | Hongrie         | Allemagne de l'Ouest | Tchécoslovaquie      |
| B 1987 (pl) | Bulgarie             | Yougoslavie          | 23 – 20 | Roumanie        | Hongrie              | Autriche             |
| B 1989 (pl) | Danemark             | Allemagne de l'Ouest | 20 – 18 | Suède           | Allemagne de l'Est   | Roumanie             |
| B 1992 (pl) | Lituanie             | Hongrie              | 32 – 22 | Tchécoslovaquie | Suède                | Lituanie             |

| Édition     | Nation hôte | Vainqueur | Score   | Finaliste | Troisième       | Quatrième |
| ----------- | ----------- | --------- | ------- | --------- | --------------- | --------- |
| C 1986 (pl) | Espagne     | Autriche  | TTR     | Danemark  | Espagne         | Suède     |
| C 1988      | France      | Suède     | 19 – 18 | France    | Espagne         | Pays-Bas  |
| C 1991 (pl) | Italie      | Hongrie   | 22 – 17 | Pays-Bas  | Tchécoslovaquie | Italie    |

### Championnat du monde sur plage (beach handball)
| Édition   | Nation hôte | Champion                                                       | Finaliste                                                      | Troisième                                                      |
| --------- | ----------- | -------------------------------------------------------------- | -------------------------------------------------------------- | -------------------------------------------------------------- |
| 2004 (en) | Égypte      | Russie                                                         | Turquie                                                        | Italie                                                         |
| 2006 (en) | Brésil      | Brésil                                                         | Allemagne                                                      | Russie                                                         |
| 2008 (en) | Espagne     | Croatie                                                        | Espagne                                                        | Brésil                                                         |
| 2010 (en) | Turquie     | Norvège                                                        | Danemark                                                       | Brésil                                                         |
| 2012 (en) | Oman        | Brésil (2)                                                     | Danemark                                                       | Norvège                                                        |
| 2014 (en) | Brésil      | Brésil (3)                                                     | Hongrie                                                        | Norvège                                                        |
| 2016      | Hongrie     | Espagne                                                        | Brésil                                                         | Norvège                                                        |
| 2018 (en) | Russie      | Grèce                                                          | Norvège                                                        | Brésil                                                         |
| 2020 (en) | Italie      | Reporté en 2021 puis annulé à cause de la pandémie de Covid-19 | Reporté en 2021 puis annulé à cause de la pandémie de Covid-19 | Reporté en 2021 puis annulé à cause de la pandémie de Covid-19 |
| 2022 (en) | Grèce       | Allemagne                                                      | Espagne                                                        | Pays-Bas                                                       |
| 2024 (en) | Chine       | Allemagne                                                      | Argentine                                                      | Pays-Bas                                                       |